# Копнена војска САД
Копнена војска Сједињених Америчких Држава (енгл. United States Army) је главни вид Оружаних снага САД, задужен за копнене војне операције. Копнена војска је највећи и најстарији огранак америчких оружаних снага и једна од седам видова. Данашња војска води своје корене од Континенталне војске основане 14. јуна 1775. основане да служи у Америчком рату за независност пре оснивања САД. Конгрес конфедерације је званично основао Копнену војску САД 3. јуна 1784. након краја рата да замени распуштену Континенталну војску. Копнена војска сматра себе наследником Континенталне војске и води датум свог оснивања од датума оснивања Континенталне војске.
Копнена војска спада под Секретаријат копнене војске, један од три одсека Секретаријата одбране. На челу Копнене војске је секретар копнене војске, а највиши официр у департману је начелних штаба Копнене војске. Највиши рангирани армијски официр је тренутно начелних здруженог генералштаба. Током фискалне 2011. године редовна војска је бројала 546057 војника, Национална гарда копнене војске 358078 припадника, а резерва Копнене војске 201166 војника, што даје укупно 1105301 војника.